# Primula saxatilis
Primula saxatilis là một loài thực vật có hoa trong họ Anh thảo. Loài này được Kom. miêu tả khoa học đầu tiên năm 1901.